# Bitwy wojny secesyjnej

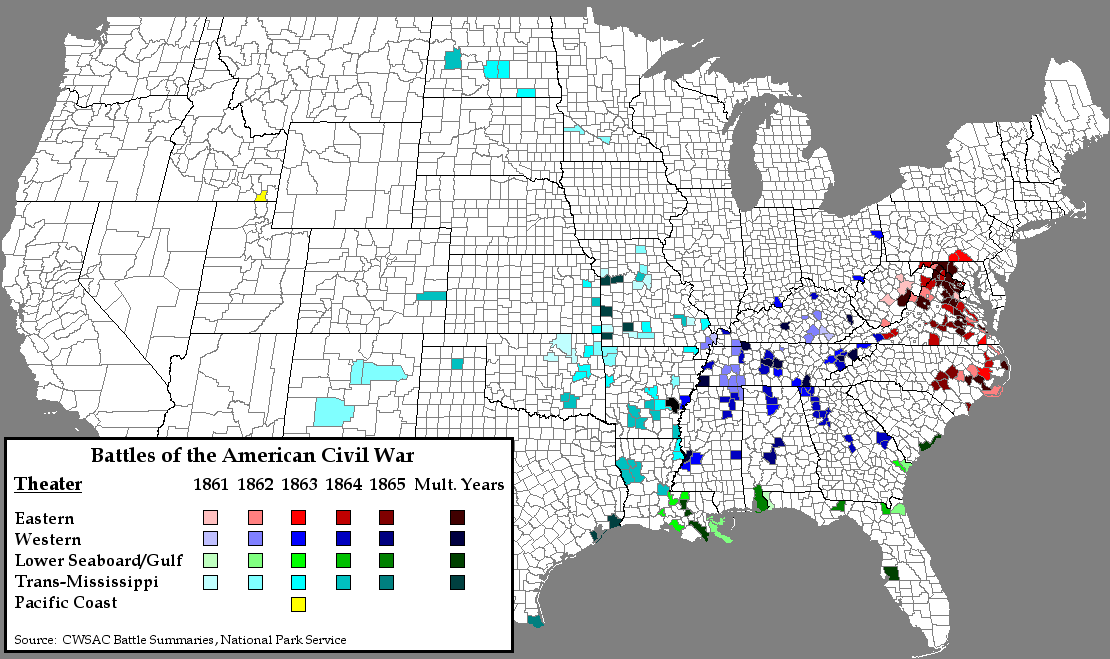
Bitwy wojny secesyjnej

Sytuacja na froncie w 1861

Sytuacja na froncie z przełomu 1864/1865

Lista bitew wojny secesyjnej, w porządku alfabetycznym dla każdego
stanu w USA.

## Alabama
- Bitwa o Fort Blakely
- Bitwa pod Selmą
- Bitwa w zatoce Mobile

## Arkansas
- Bitwa pod Bayou Fourche
- Bitwa pod Arkansas Post
- Bitwa o Helena
- Bitwa pod Pea Ridge
- Bitwa pod Prairie D’Ane
- Bitwa pod Prairie Grove

## Dystrykt Kolumbii
- Bitwa pod Fort Stevens

## Floryda
- Bitwa pod Olustee

## Georgia
- Bitwa pod Adairsville
- Bitwa pod Allatooną
- Bitwa pod Atlantą
- Bitwa pod Buck Head Creek
- Bitwa pod Pickett’s Mill

## Karolina Południowa
- I bitwa pod Charleston Harbor
- II bitwa pod Charleston Harbor
- Bitwa o Fort Sumter
- II bitwa o Fort Sumter
- Bitwa o Fort Wagner
- Bitwa pod Grimball’s Landing
- Bitwa pod Honey Hill
- Bitwa pod Rivers' Bridge
- Bitwa pod Secessionville
- Bitwa pod Simmon’s Bluff

## Karolina Północna
- Bitwa pod Albemarle Sound
- Bitwa pod Averasborough
- Bitwa pod Bentonville
- Bitwa o Fort Anderson
- I bitwa o Fort Fisher
- II bitwa o Fort Fisher
- Bitwa o Fort Macon
- Bitwa pod Goldsborough Bridge
- Bitwa pod Hatteras Inlet Batteries
- Bitwa pod Kinston
- Bitwa pod Monroe's Cross Roads
- Bitwa pod New Berne
- Bitwa pod Plymouth
- Bitwa pod Roanoke Island
- Bitwa pod South Mills
- Bitwa pod Tranter's Creek
- Bitwa pod Washingtonem
- Bitwa pod White Hall
- Bitwa pod Wilmington
- Bitwa pod Wyse Fork

## Kentucky
- Bitwa pod Barbourville
- Bitwa pod Camp Wild Cat
- Bitwa pod Cynthianą
- Bitwa pod Ivy Mountain
- Bitwa pod Middle Creek
- Bitwa pod Mill Springs
- Bitwa pod Munfordville
- Bitwa pod Paducah
- Bitwa pod Perryville
- Bitwa pod Richmond
- Bitwa pod Rowlett's Station

## Luizjana
- Bitwa pod Baton Rouge
- Bitwa pod Blair's Landing
- I bitwa pod Donaldsonville
- II bitwa pod Donaldsonville
- Bitwa o Fort Bisland
- Bitwa o Fort De Russy
- Bitwa o Forty Jackson i St. Phillip
- Bitwa pod Georgia Landing
- Bitwa pod Goodrich's Landing
- Bitwa pod Irish Bend
- Bitwa pod Kock’s Plantation
- Bitwa pod LaFourche Crossing
- Bitwa pod Mansfield
- Bitwa pod Mansurą
- Bitwa pod Milliken's Bend
- Bitwa pod Monett's Ferry
- Bitwa pod Nowym Orleanem
- Bitwa pod Plains Store
- Bitwa pod Pleasant Hill
- Bitwa pod Port Hudson
- Bitwa pod Stirling's Plantation
- Bitwa pod Vermillion Bayou
- Bitwa pod Yellow Bayou

## Maryland
- Bitwa nad Antietam (Sharpsburgiem)
- Bitwa nad Monocacy
- Bitwa o South Mountain
- Bitwa pod Williamsport

## Missisipi
- Bitwa pod Big Black River Bridge
- Bitwa pod Brice’s Crossroads
- Bitwa pod Champion Hill
- Bitwa pod Chickasaw Bayou
- I bitwa pod Corinth
- II bitwa pod Corinth
- Bitwa pod Grand Gulf
- Bitwa pod Iuką
- Bitwa pod Jackson
- Bitwa pod Meridian
- Bitwa pod Okoloną
- Bitwa o Port Gibson
- Bitwa pod Raymond
- Bitwa pod Snyder's Bluff
- Bitwa pod Tupelo
- Oblężenie Vicksburga

## Missouri
- Bitwa pod Belmont
- Bitwa pod Boonville
- Bitwa pod Byram's Ford
- Bitwa pod Cape Girardeau
- Bitwa pod Carthage
- Bitwa pod Clark's Mill
- Bitwa pod Dry Wood Creek
- Bitwa pod Fort Davidson
- Bitwa pod Fredericktown
- Bitwa pod Glasgow
- Bitwa pod Hartville
- I bitwa pod Independence
- II bitwa pod Independence
- Bitwa pod Kirksville
- I bitwa pod Lexington
- II bitwa pod Lexington
- Bitwa pod Liberty
- Bitwa pod Little Blue River
- Bitwa pod Lone Jack
- Bitwa pod New Madrid
- I bitwa pod Newtonia
- II bitwa pod Newtonia
- Bitwa pod Roan's Tan Yard
- I bitwa pod Springfield
- II bitwa pod Springfield
- Bitwa pod Westport
- Bitwa nad Wilson’s Creek

## Nowy Meksyk
- Bitwa o Glorieta Pass
- Bitwa pod Valverde

## Ohio
- Bitwa pod Buffington Island
- Bitwa pod Salineville

## Oklahoma
- Bitwa pod Cabin Creek
- Bitwa pod Chustenahlah
- Bitwa pod Chusto-Talasah
- Bitwa pod Honey Springs
- Bitwa pod Middle Boggy Depot
- Bitwa pod Old Fort Wayne
- Bitwa pod Round Mountain

## Pensylwania
- Bitwa pod Gettysburgiem
- Bitwa pod Hanoverem

## Teksas
- Bitwa pod Galveston
- Bitwa na Palmito Ranch (Palmito Hill)
- I bitwa pod Sabine Pass
- II bitwa pod Sabine Pass

## Tennessee
- Bitwa pod Bean's Station

- Bitwa pod Bloundsville
- Bitwa pod Blue Springs
- Bitwa pod Brentwood

- Bitwa pod Campbell’s Station
- I bitwa pod Chattanoogą (7 i 8 lipca 1862 roku)
- II bitwa pod Chattanoogą (21 sierpnia 1863 roku)
- III bitwa pod Chattanoogą (od 23 do 25 listopada 1863 roku)
- Bitwa pod Collierville
- Bitwa pod Columbią
- Bitwa pod Dandridge
- Bitwa pod Dover
- Bitwa pod Fair Garden
- Bitwa o Fort Donelson
- Bitwa o Fort Henry
- Bitwa o Fort Pillow
- Bitwa pod Fort Sanders
- I bitwa pod Franklin
- II bitwa pod Franklin
- Bitwa pod Hartsville
- Bitwa pod Hatchie's Bridge
- Bitwa pod Hoover's Gap
- Bitwa pod Island Number Ten
- Bitwa pod Jackson
- Bitwa pod Johnsonville
- Bitwa pod Memphis
- II bitwa pod Memphis
- Bitwa pod Mossy Creek
- I bitwa pod Murfreesboro
- II bitwa pod Murfreesboro
- III bitwa pod Murfreesboro
- Bitwa pod Nashville
- Bitwa pod Parker's Cross Roads
- Bitwa pod Shiloh
- Bitwa pod Spring Hill
- Bitwa nad Stones River
- Bitwa pod Thompson's Station
- Bitwa pod Vaught's Hill
- Bitwa pod Wauhatchie

## Wirginia
- Bitwa pod Aldie
- Bitwa pod Amelia Springs
- Bitwa pod Appomattox Court House
- Bitwa pod Appomattox Station
- Bitwa u ujścia Aquia Creek
- I bitwa pod Auburn
- II bitwa pod Auburn
- Bitwa pod Ball’s Bluff
- Bitwa pod Beaver Dam Creek
- Bitwa pod Berryville
- Bitwa pod Big Bethel
- Bitwa pod Blackburn’s Ford
- Bitwa pod Boydton Plank Road
- Bitwa pod Brandy Station
- Bitwa pod Bristoe Station
- Bitwa pod Buckland Mills
- bitwa nad Cedar Creek
- Bitwa pod Cedar Mountain
- Bitwa o Chaffin's Farm
- Bitwa pod Chancellorsville
- Bitwa pod Chantilly
- Bitwa pod Chester Station
- Bitwa pod Cloyd’s Mountain
- Bitwa pod Cockpit Point
- Bitwa pod Cold Harbor
- Bitwa pod Cool Spring
- Bitwa pod Cove Mountain
- Bitwa pod Cross Keys
- Bitwa pod Cumberland Church
- Bitwa pod Darbytown i New Market
- Bitwa pod Darbytown Road
- I bitwa pod Deep Bottom
- II bitwa pod Deep Bottom
- Bitwa pod Dinwiddie Court House
- Bitwa pod Dranesville
- Bitwa pod Drewry’s Bluff
- Bitwa pod Eltham’s Landing
- Bitwa pod Fair Oaks i Darbytown Road
- Bitwa pod Fisher’s Hill
- Bitwa pod Five Forks
- Bitwa pod Fort Stedman
- I bitwa pod Fredericksburgiem
- II bitwa pod Fredericksburgiem
- Bitwa pod Front Royal
- Bitwa pod Gaines’ Mill
- Bitwa pod Garnett's oraz Golding's Farm
- Bitwa pod Glendale
- Bitwa pod Globe Tavern
- Bitwa pod Guard Hill
- Bitwa w zatoce Hampton Roads
- Bitwa pod Hanover Courthouse
- Bitwa nad Hatcher’s Run
- Bitwa pod Haw’s Shop
- Bitwa pod High Bridge
- Bitwa pod Jerusalem Plank Road
- Bitwa pod Kelly’s Ford
- I bitwa pod Kernstown
- II bitwa pod Kernstown
- Bitwa o krater
- Bitwa pod Lewis's Farm
- Bitwa pod Lynchburg
- Bitwa pod Malvern Hill
- I bitwa nad Bull Run (pod Manassas)
- II bitwa nad Bull Run (pod Manassas)
- I bitwa pod Manassas Gap
- II bitwa pod Manassas Station Ops.
- Bitwa pod Marion
- Bitwa pod McDowell
- Bitwa pod Middleburg
- Bitwa pod Mine Run
- Bitwa pod Morton's Ford
- Bitwa pod Namozine Church
- Bitwa pod New Market
- Bitwa pod New Market Heights
- Bitwa pod North Anna
- Bitwa pod Oak Grove
- Bitwa pod Old Church
- Bitwa pod Opequon
- Bitwa pod Peebles' Farm
- I bitwa pod Petersburgiem
- II bitwa pod Petersburgiem
- III bitwa pod Petersburgiem
- Bitwa pod Piedmont
- Bitwa pod Port Republic
- Bitwa pod Port Walthall Junction
- Bitwa pod Proctor’s Creek
- I bitwa pod Rappahannock Station
- II bitwa pod Rappahannock Station
- I bitwa pod Ream’s Station
- II bitwa pod Ream’s Station
- Bitwa pod Rice’s Station
- Bitwa pod Rio Hill
- Bitwa pod Rutherford’s Farm
- Bitwa pod Saint Mary’s Church
- Bitwa pod Salem Church
- I bitwa pod Saltville
- II bitwa pod Saltville
- Bitwa pod Sappony Church
- Bitwa pod Savage’s Station
- Bitwa pod Sailor’s Creek
- Bitwa pod Seven Pines
- Bitwa pod Sewell’s Point
- Bitwa siedmiodniowa
- Bitwa pod Spotsylvanią
- Bitwa pod Staunton River Bridge
- bitwa pod Suffolk
- Bitwa pod Suffolk (Norfleet House)
- Bitwa pod Sutherland's Station
- Bitwa pod Swift Creek
- Bitwa pod Thoroughfare Gap
- Bitwa pod Tom’s Brook
- Bitwa pod Totopotomy Creek/Bethesda Ch
- Bitwa pod Trevilian Station
- Bitwa pod Upperville
- Bitwa pod Walkerton
- Bitwa pod Ware Bottom Church
- Bitwa pod Waynesboro
- Bitwa pod White Oak Road
- Bitwa pod White Oak Swamp
- Bitwa pod Wilderness
- Bitwa o Williamsburg
- Bitwa pod Wilson’s Wharf
- I bitwa pod Winchester
- II bitwa pod Winchester
- Bitwa pod Yellow Tavern
- Yorktown

## Wirginia Zachodnia
- Potyczka pod Camp Allegheny
- Bitwa pod Carnifex Ferry
- Bitwa pod Cheat Mountain
- Bitwa pod Droop Mountain
- Bitwa pod Greenbrier River
- Bitwa o Harpers Ferry
- Bitwa nad Hoke’s Run
- Bitwa pod Kessler’s Cross Lanes
- Bitwa pod Moorefield
- Bitwa pod Philippi
- Bitwa pod Rich Mountain
- Bitwa pod Shepherdstown
- Bitwa pod Smithfield Crossing
- Bitwa pod Summit Point